# Le Petit Grille-pain courageux : À la rescousse
Série
Le Petit Grille-pain courageux
(1987) Le Petit Grille-pain courageux : Objectif Mars
(1998)
Pour plus de détails, voir Fiche technique et Distribution.
Le Petit Grille-pain courageux : À la rescousse (The Brave Little Toaster to the Rescue) est un film d'animation sorti en 1997. Il est produit par les studios Hyperion et Kushner-Locke (en) et distribué par Walt Disney Home Video. 
C'est le deuxième film basé sur le livre Brave Petit Grille-pain de Thomas M. Disch. Il est précédé du Petit Grille-pain courageux (The Brave Little Toaster, 1987) et suivi du Petit Grille-pain courageux : Objectif Mars (The Brave Little Toaster Goes to Mars, 1997).

## Synopsis
Nous retrouvons le grille-pain, la lampe, la couverture, la radio et l’aspirateur du premier opus dans le dispensaire de l’université dans laquelle Rob, leur maître, est étudiant en médecine pour devenir vétérinaire, ils tiennent compagnie aux animaux recueillis par ce dernier : Maysie une mère chat et ses 3 chatons, Alberto un chihuahua blessé par une voiture, Méphisto un serpent malmené par une belette, Sébastien un vieux chimpanzé qui a servi de cobaye dans un laboratoire et Ratso un rat particulièrement aigri qui ne s’entend avec personne. Toute cette communauté vit dans la joie et la bonne humeur quand Ratso ne joue pas les rabat-joie. Seule la lampe est utilisée au bureau de Rob pour l’éclairer lors de ces longues soirées de travail, en effet le jeune homme vient de terminer une thèse de plus de 600 pages qui lui permettait d’obtenir son doctorat et réaliser son rêve : devenir vétérinaire. Un rêve malheureusement mis à mal lorsque sa thèse disparaît à la suite d'un bug de l’ordinateur, il s’empresse alors de contacter l’informaticien de l’école.
Hélas ce dernier ne peut rien faire, d’autant plus qu’un virus informatique s’en est pris à tous les ordinateurs du campus et Rob n’ayant pas fait de sauvegarde, la précieuse thèse paraît définitivement perdue. Entre-temps au dispensaire, Sébastien raconte les jours sombres qu’il a passés au Laboratoire Tartarus, Aspi doutant de la véracité de ces paroles, le primate leur montre alors la blessure faite à sa main droite forçant Aspi à s’excuser. Le lendemain Rob et Chris, sa petite amie, s’activent à nettoyer les cages et la situation déjà compliquée du garçon s’aggrave lorsque cette dernière utilise l’aspirateur pour nettoyer la litière qu’elle a renversée déclenchant une dispute. Dégoûté mais motivé à la vue de ses animaux, Rob décide de réécrire une  nouvelle thèse même si la tâche semble ardue au vu du peu de temps dont il dispose. Le grille-pain et sa bande décident alors de lui venir en aide en essayant de retrouver son travail, plus facile à dire qu’à faire puisque personne ne sait comment utiliser un ordinateur, personne sauf Sébastien qui a appris cela chez les humains. Néanmoins la recherche se solde par un échec à la suite d'un nouveau bug de la machine ; le chimpanzé a cependant vu une chose qui le terrifie : un ordre d’expédition concernant les animaux du dispensaire pour le Laboratoire Tartarus. Afin de sauver leur maître et les animaux, nos protagonistes doivent à tout prix découvrir l’origine du virus informatique, et c’est Ratso qui va leur fournir une piste. Effectivement au cours de ses balades dans les conduits de ventilation du bâtiment, il a découvert une machine qui pourrait bien avoir un rapport avec la situation. Les appareils, excepté Aspi, trop imposant pour passer par le conduit, restant pour surveiller les animaux, se lancent à la suite du rat jusqu’au sous-sol où ils font la rencontre de Wiguenstein, un ancien superordinateur bien mal en point. Il leur explique qu’à l’époque de sa mise en service, il était le superordinateur le plus performant de sa génération jusqu’à ce qu’il soit rendu obsolète lorsque sont apparus les ordinateurs à microprocesseurs modernes. Les chercheurs qui l’employaient l’ont alors remisé dans le sous-sol où il décline lentement miné par le virus informatique. Il explique également avoir voulu aider Rob à récupérer sa thèse et le prévenir du transfert de ses animaux mais a fait buguer son ordinateur lorsqu'il a voulu se connecter. Pour pouvoir les aider efficacement Wiguenstein leur montre qu’une de ses ampoules nécessaires à son fonctionnement a besoin d’être remplacée. Problème : ce modèle d’ampoule, la WF-11-12-55, est aujourd’hui introuvable, la seule façon d’en trouver une serait de consulter les archives de l’université. Tandis que Ratso et la radio s’en chargent, l’aspirateur tente en vain d’empêcher le kidnapping des animaux orchestré par Mark le collègue jaloux de Rob qui espère bien se faire un maximum d’argent en revendant les animaux au Laboratoire Tartarus. Au sous-sol une dispute éclate entre le rat et la radio qui brisent accidentellement la WF-11-12-55 que ce dernier avait dénichée, Wiguenstein essaye malgré tout de contacter le maître, ce qui finit par achever l’ampoule défaillante et le met hors-service. La radio, se sentant coupable, se sacrifie et donne son ampoule à Wiguenstein, le superordinateur alors à nouveau pleinement opérationnel livre un plan détaillé au grille-pain et à sa bande pour sauver les animaux. Après avoir libéré l’aspirateur du placard où il avait été enfermé par Mark, les appareils se lancent à la poursuite du camion, suivis de près par Rob et Chris que Wiguenstein a prévenu par ordinateur. Mais les cahots occasionnés par la course-poursuite cassent le vivarium de Mephisto qui en profite pour s’en prendre au conducteur du camion, obligé de s’arrêter afin d’éviter un accident. Mark et son complice sont alors arrêtés par la police et Rob récupère ses animaux.  Intrigué, il se rend au sous-sol avec Chris et son ami informaticien, découvre Wiguenstein et décident d’en faire la pièce maîtresse de leur musée des sciences. Ce dernier les remercie en imprimant la thèse du garçon, lui permettant d’avoir son doctorat. Avant de partir le couple dit au revoir aux animaux qui vont tous commencer une nouvelle vie : Maysie et ses chatons deviendront les mascottes de l’université, Alberto va être adopté par une actrice, Mephisto rejoindra ses congénères au zoo municipal et Sébastien partira dans une réserve naturelle au Texas. Quant à Ratso, désormais considéré comme un héros par les autres, il devient l’animal de compagnie de nos humains. Après avoir rassemblé ses affaires, Rob décide de demander Chris en mariage, la jeune femme accepte et offre même une nouvelle ampoule pour la radio, toute la troupe se met ensuite en route vers de nouvelles aventures. 

## Distribution

### Voix originales
- Roger Kabler : La radio
- Timothy Stack : Lampy
- Eric Lloyd : Blanky (Couverture)
- Thurl Ravenscroft : Kirby (Aspi)
- Deanna Oliver : Le grille-pain
- Brian Doyle-Murray : Wittgenstein
- Andy Milder : Ratso
- Chris Young : Rob
- Jessica Tuck : Chris
- Alfre Woodard : Maisie
- Eddie Bracken : Sebastian
- Jay Mohr : Mack
- Danny Nucci : Alberto

### Voix françaises
- Véronica Antico : Le grille-pain
- Kelly Marot : Couverture (Blanky)
- Mark Lesser : Lampy
- Emmanuel Curtil : La radio, un policier
- Pascal Renwick : Aspi (Kirby)
- Michel Mella : Witgenstein
- Adrien Antoine : Rob
- Sylvie Jacob : Chris
- Thierry Ragueneau : Ratso
- Pierre Baton : Sébastien
- Richard Darbois : Méfisto
- Nicolas Marié : Mack
- Eric Métayer : Alberto